# Karmrakuch
Karmrakuch (in armeno Կարմրակուճ?, in azero Kimpakuç) o Gyrmyzygaya (in azero Qırmızıqaya) è una comunità rurale del distretto di Xocavənd in Azerbaigian, facente parte fino al 2020 della regione di Hadrowt' nella repubblica di Artsakh, già repubblica del Nagorno Karabakh, situata pochissimi chilometri a nord di Hadrut.
Secondo il censimento del 2005 contava poco più di centoventi abitanti.

## Storia
Durante il periodo sovietico, il villaggio faceva parte del distretto di Hadrut dell'Oblast' Autonoma del Nagorno Karabakh. Dopo la Prima guerra del Nagorno Karabakh, il villaggio fu amministrato come parte della regione di Hadrut dalla Repubblica separatista di Artsakh. Il villaggio passò sotto il controllo dell'Azerbaigian il 14 ottobre 2020, durante la guerra del Nagorno Karabakh del 2020.

## Monumenti e luoghi d'interesse
Siti del patrimonio storico presenti nel villaggio e nei suoi dintorni includono la fortezza di Vnesa (armeno: Վնեսա), un villaggio e delle khachkar risalenti al periodo compreso tra il X e il XII secolo, la chiesa di Surb Amenaprkich del XIX secolo (armeno: Սուրբ Ամենափրկիչ, "Santo Salvatore"), e un monumento a una sorgente del XIX secolo e un cimitero.